# 影なき男 (1988年の映画)
『影なき男』（かげなきおとこ、Shoot to Kill）は、1988年のアメリカ合衆国のサスペンス映画。
監督はロジャー・スポティスウッド、出演はシドニー・ポワチエとトム・ベレンジャーなど。
1934年のアメリカ映画『影なき男』（原題: The Thin Man）とは邦題が同じだが関係はない。

## ストーリー
FBI捜査官スタンティン（シドニー・ポワチエ）は、サンフランシスコで発生した宝石店の盗難事件に出動した。警報器に引っかかりスピード逮捕された犯人は、あろうことか被害を受けた宝石店の店主だった。実は、店主の自宅に強盗が押し入り、店主の妻を人質に取って、閉店後の店舗からダイヤを取って来るよう要求していたのだ。スタンティンは、ダイヤと引き換えに人質を解放させようとするが、強盗犯のスティーブは人質を射殺し、ダイヤを手に逃走してしまった。
強盗犯のスティーブはカナダへ逃亡するために、国境付近の山岳地帯で釣り客のツアーに紛れ込んだ。捜査官スタンティンは、人質を死なせた自責の念から、地元のガイドを雇って徒歩でツアーを追おうと決心した。だが、ガイドのノックス（トム・ベレンジャー）は、都会育ちで山に不慣れなスタンティンに反発し、自分一人で後を追うと言い張った。強盗が紛れ込んだツアーに同行しているガイドは、ノックスの恋人サラ（カースティ・アレイ）だったのだ。
強盗犯のスティーブは邪魔な釣り客たちを次々と始末すると、ガイドのサラだけを拘束して、谷伝いのルートでカナダへ向かった。スタンティンとノックスは、二日の遅れを取り戻すために命がけで危険な吹雪の高山を越え、スティーブとの最後の対決に挑んで、無事にサラを救出するのだった。

## キャスト
※括弧内は日本語吹替
- ウォーレン・スタンティン: シドニー・ポワチエ（田中信夫）
- ジョナサン・ノックス: トム・ベレンジャー（谷口節）
- サラ: カースティ・アレイ（駒塚由衣）
- スティーブ: クランシー・ブラウン（菅生隆之）
- ノーマン: リチャード・メイサー（幹本雄之）
- ハーヴェイ: アンドリュー・ロビンソン（中博史）
- ベン: ケヴィン・スキャネル
- ラルフ: フレデリック・コフィン

日本語吹替その他：円谷文彦、福田信昭、田原アルノ、丸山詠二、藤本譲、叶木翔子、伊藤和晃、安永沙都子、安永和彦
日本語版制作スタッフ 演出：蕨南勝之、翻訳：島伸三、調整：兼子芳博、録音：スタジオ・ユニ、制作：東北新社

## 作品の評価
Rotten Tomatoesによれば、14件の評論の全てが高評価で、平均点は10点満点中7.08点となっている。